# 徳島県立阿南光高等学校
徳島県立阿南光高等学校（とくしまけんりつあなんひかりこうとうがっこう、英: Tokushima Prefectural Ananhikari High School）は、徳島県阿南市にある公立高等学校。宝田町今市中新開に宝田キャンパス、新野町室ノ久保に新野キャンパスがある。「光」と略されることもある。

## 設置学科
工業科（宝田キャンパス）
- 機械ロボットシステム科
- 電気情報システム科
- 都市環境システム科

総合学科（新野キャンパス）
- 産業創造科
  - 地域クリエイト系
  - フードデザイン系
  - 情報ビジネス系
  - バイオサイエンス系
  - 総合サイエンス系

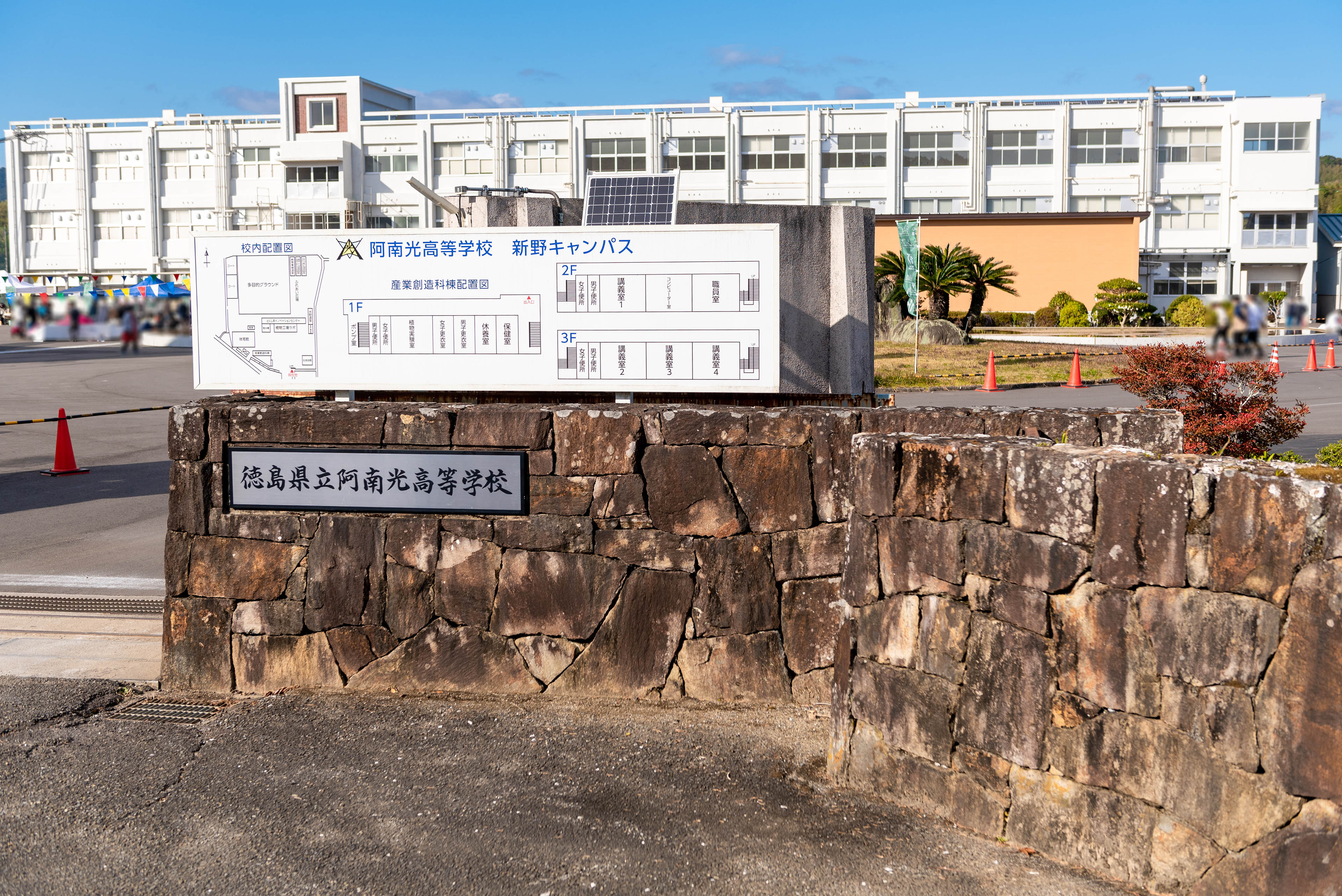
新野キャンパス
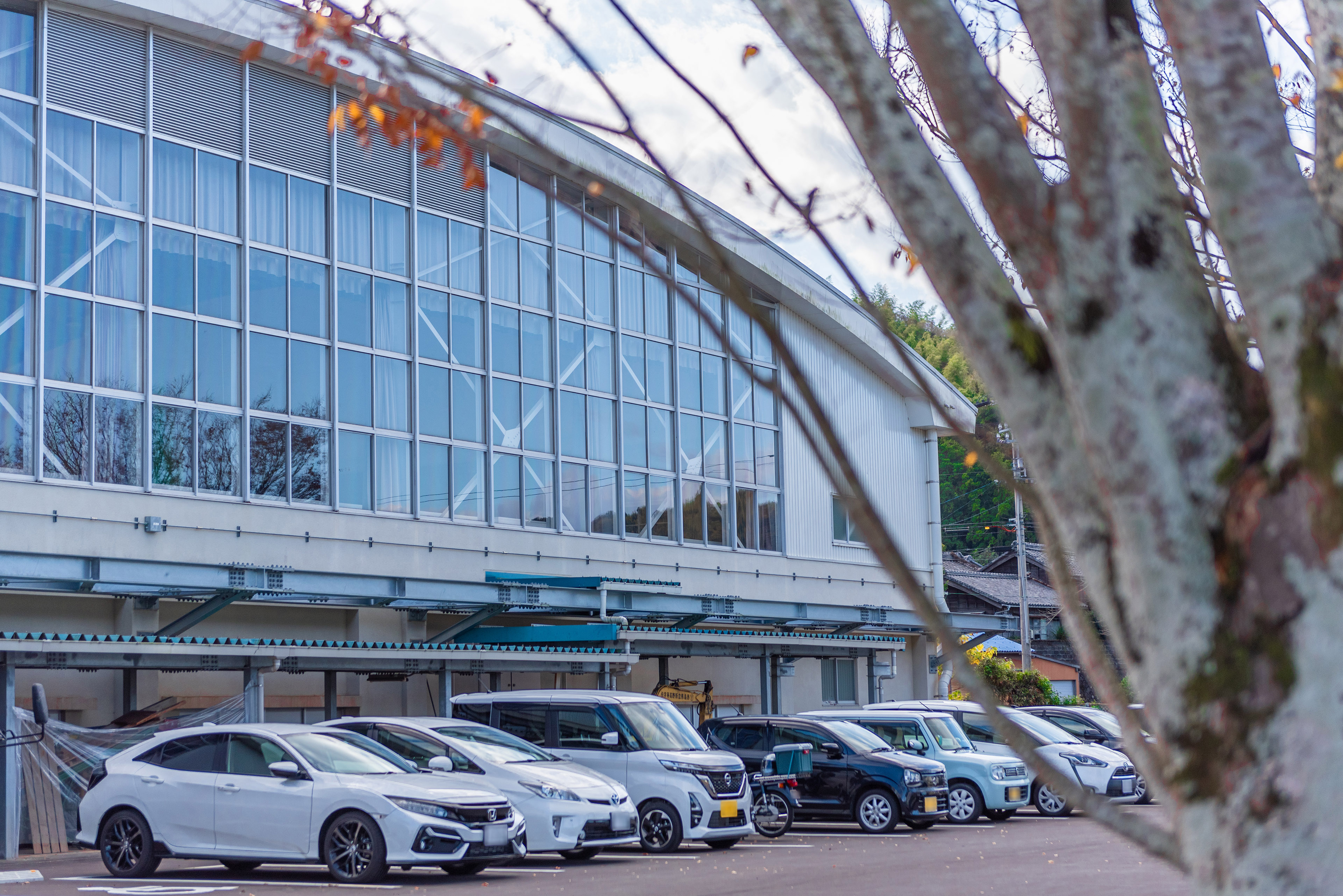
新野キャンパス
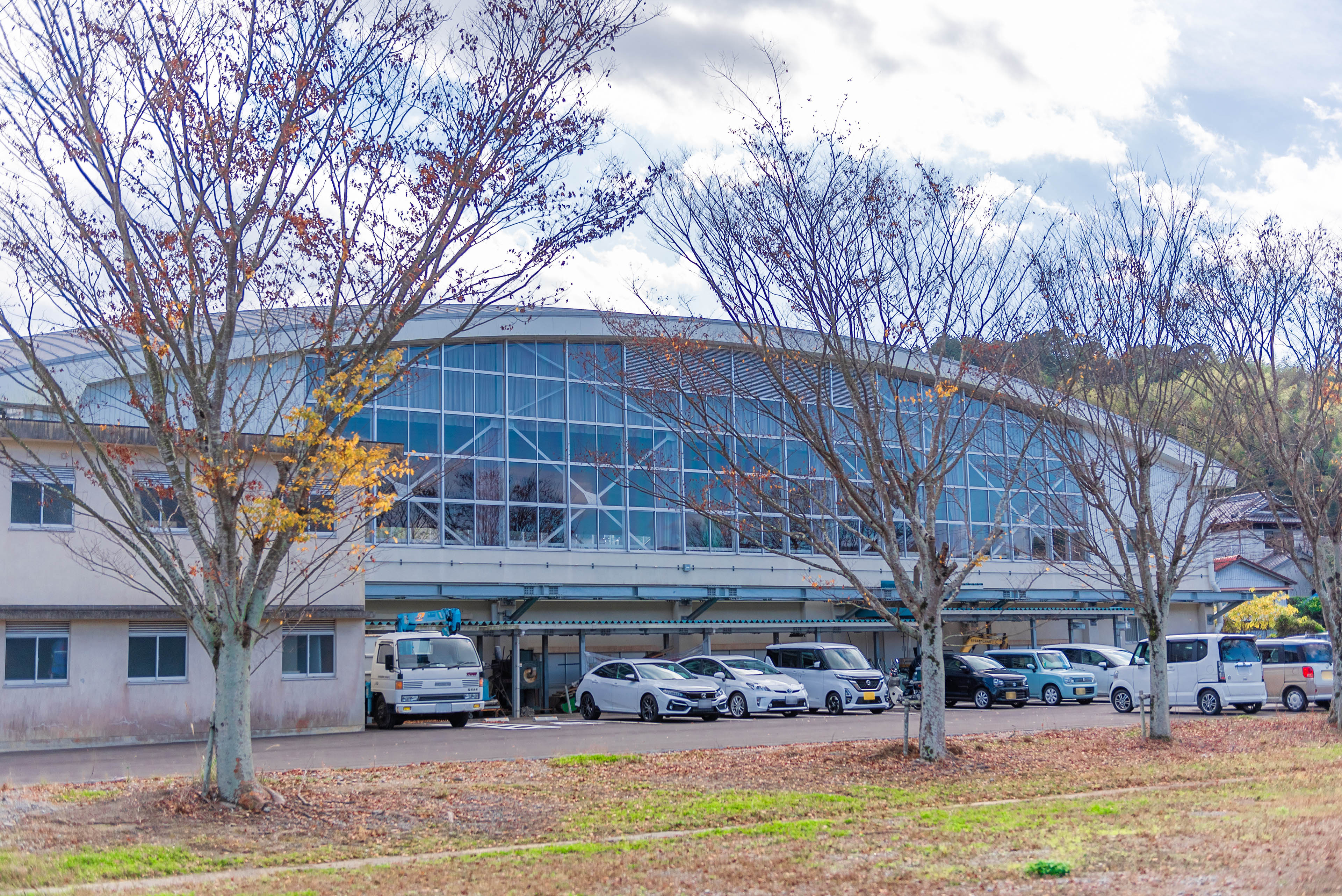
新野キャンパス
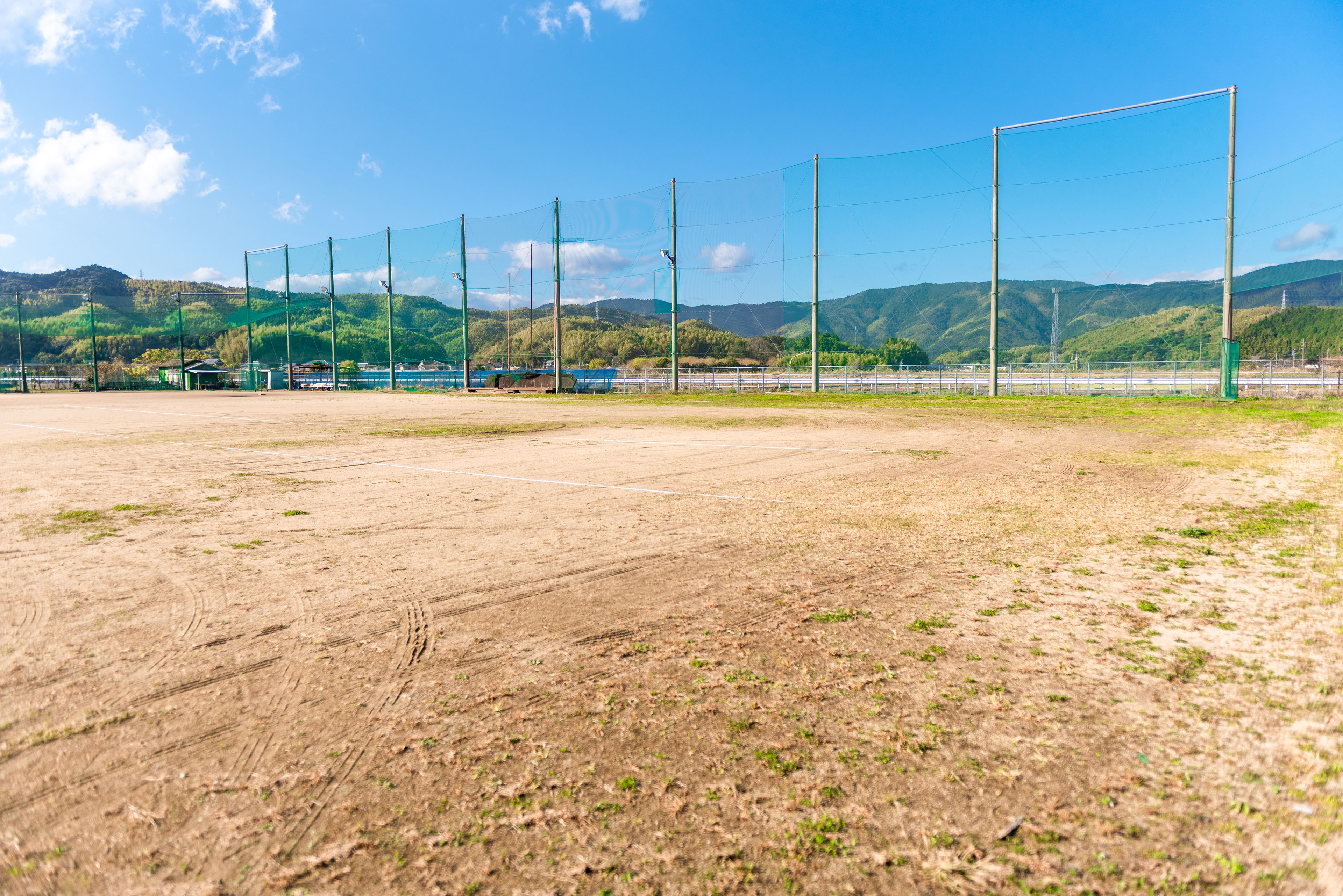
新野キャンパス
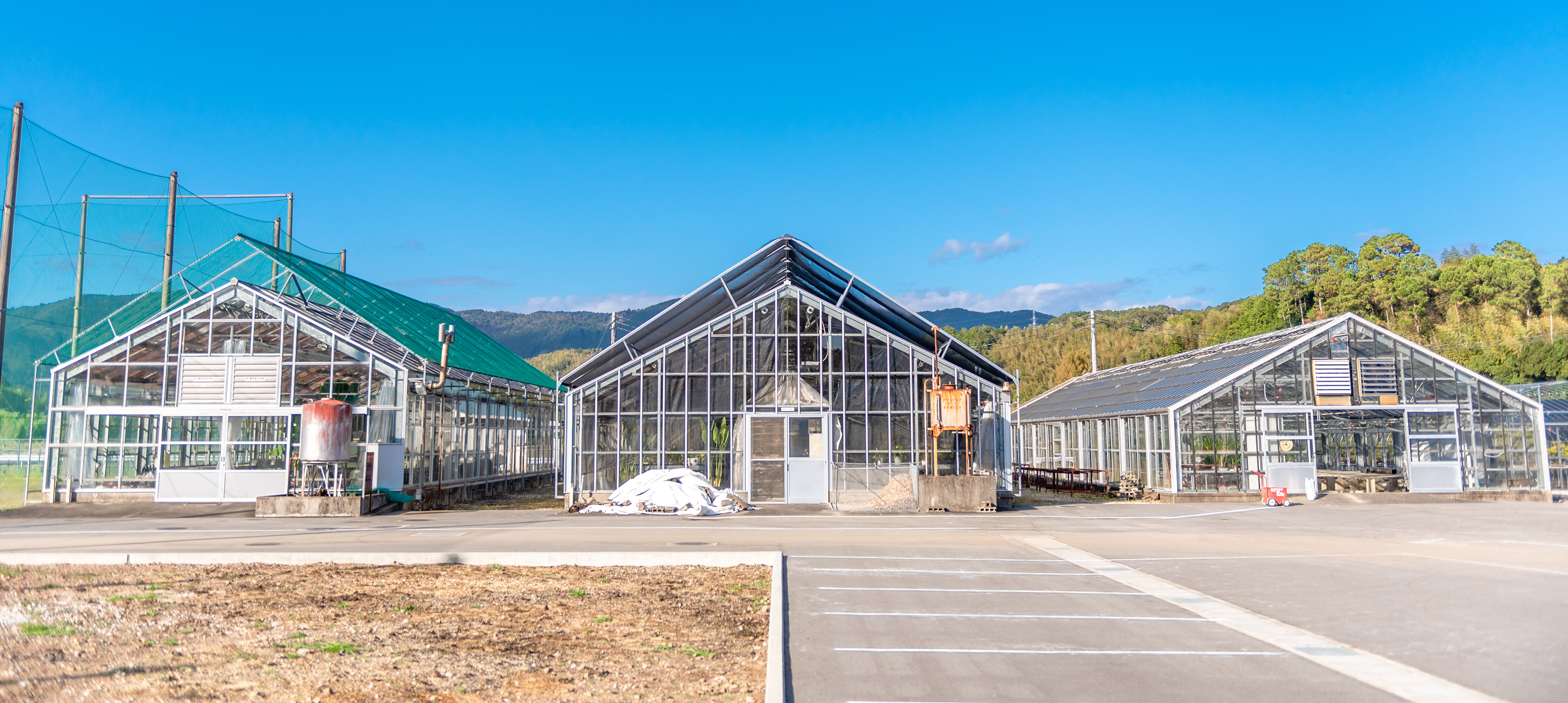
新野キャンパス

## 沿革
- 2018年（平成30年）4月1日 - 徳島県立阿南工業高等学校と徳島県立新野高等学校が合併し開校[1]。

## 校歌
徳島県立阿南光高等学校校歌
- 大高翔 作詞 / 住友紀人 作曲

## 部活動

### 体育部
- 剣道
- 硬式野球
  - 選抜高等学校野球大会出場2回
  - 全国高等学校野球選手権大会出場2回[注 1]
- テニス
- 男子ソフトテニス
- 女子ソフトテニス
- 卓球
- サッカー
- バスケットボール
- バドミントン
- 男子バレーボール
- 女子バレーボール
- 男子ホッケー
- 女子ホッケー
- ワンダーフォーゲル
- ライフル

### 文化部
- インターアクト
- 音楽
- 邦楽
- 写真
- 囲碁将棋
- 人権探求
- 文芸
- 茶・華道
- 美術
- 書道
- 放送
- コンピューター
- バイテク
- 国際英語
- 家庭科研究
- あこうバンブークラブ
- 情報ビジネス同好会

### ものづくり部
- ロボット
- 電気工作
- 溶接
- 旋盤
- 測量
- 木工

## 卒業生
徳島県立阿南工業高等学校
- 條辺剛 - 元プロ野球選手
- 田村隆信 - 競艇選手
- 湯浅和也 - プロレスラー

徳島県立新野高等学校
- 野村靖 - 政治家、元阿南市長
- 福良徹 - 元プロ野球選手
- 折下光輝 - プロ野球選手

徳島県立阿南光高等学校
- 森山暁生 - プロ野球選手
- 吉岡暖 - プロ野球選手